# Innocent (film fra 1918)
Innocent er en amerikansk stumfilm fra 1918 af George Fitzmaurice.

## Medvirkende
- Fannie Ward
- John Miltern som John Wyndham
- Armand Kaliz som Louis Doucet
- Frederick Perry som Peter McCormack
- Rae Allen